# Domstol

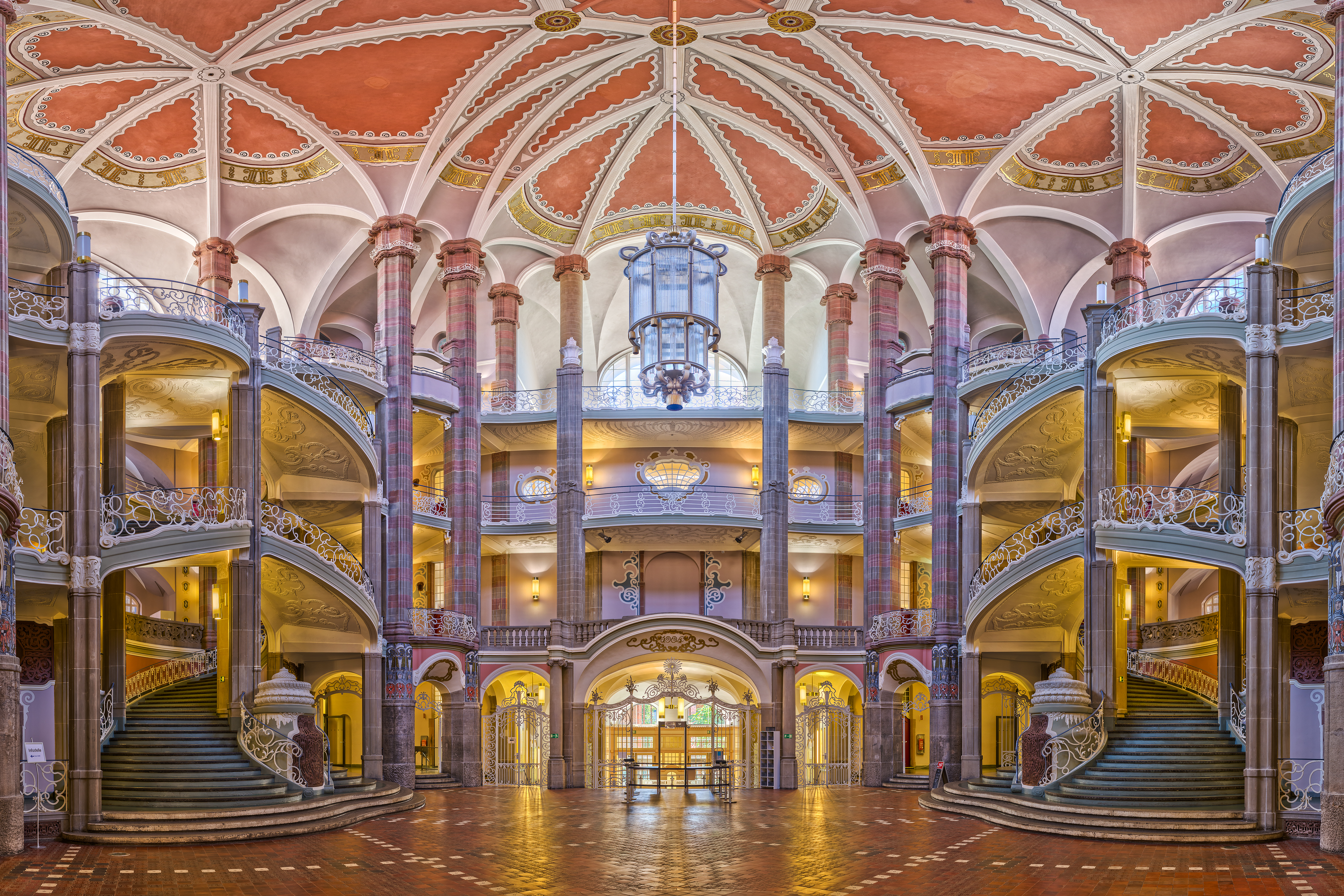
Entréhallen till Berlins regionala domstol på Littenstraße i centrala Berlin

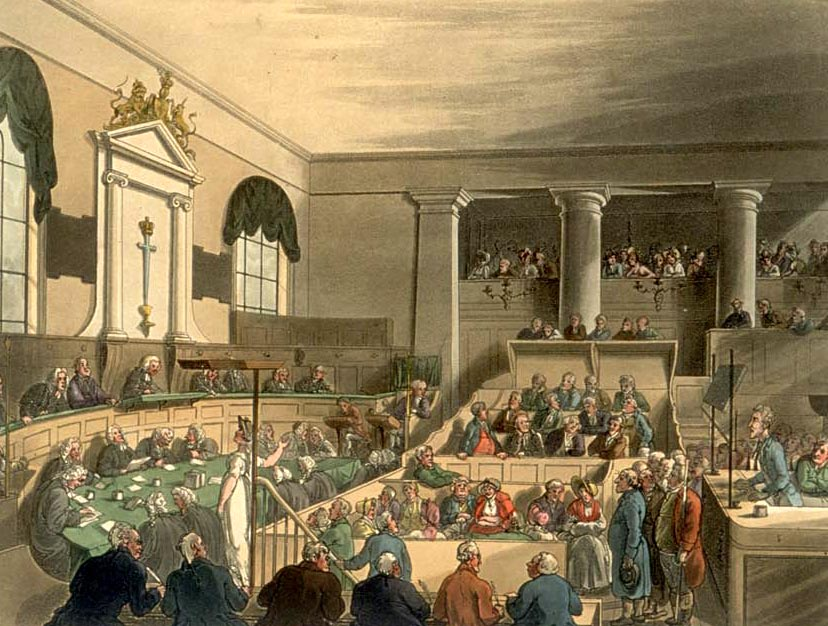
Målning av en domstol i London.

En domstol är en offentlig institution för rättskipning. Domstolen avgör tvister mellan två parter, beslutar om statusändringar för en eller flera personer, dömer personer för brott med mera. En domstol förutsätts normalt ha ett stort mått av självständighet i förhållande till andra offentliga organ.
Domstolarna kan delas in i nationella domstolar och internationella domstolar. De nationella har i allmänhet jurisdiktion i en viss stat medan de internationella har en vidare jurisdiktion. Vissa federala stater, till exempel USA, har delstatsdomstolar vars jurisdiktion är inom en delstat och federala domstolar som har jurisdiktion i hela landet. De internationella brottmålsdomstolarna benämns ofta tribunaler.

## Olika domstolsväsenden

### Sverige
Olika typer av arbetsuppgifter för en svensk domstol är
- Mål, där en part begär att domstolen ska döma i ett tvistigt förhållande till annan part eller besluta något för en part, utan att den första partens förhållanden berörs (offentlig rätt),
- Ärende, där domstolens avgör genom beslut till exempel att skuldebrev dödas eller utser boutredningsman eller god man enligt föräldrabalken eller lag om samäganderätt.

Målen uppdelas i olika kategorier:
- Tvistemål, som i sin tur uppdelas i underkategorier
  - Statusmål, exempelvis adoption, faderskap eller äktenskapsskillnad
  - Fullgörelsemål, där en part yrkar att en annan part ska fullgöra något, till exempel betala en summa pengar.
  - Fastställelsemål, där en part yrkar att domstolen ska fastställa ett visst rättsförhållande, exempelvis att en annan part är skyldig parten pengar eller att part är skadeståndsskyldig (utan att för den skull yrka skadestånd).
- Brottmål, där staten genom offentlig åklagare eller i undantagsfall genom en enskild person (målsägande) väcker talan mot en person och yrkar att denne ska dömas till straff - och ibland skadestånd - på grund av brott.
- Förvaltningsmål, tvister mellan enskilda och förvaltningsmyndigheter, till exempel om skatt eller socialförsäkring.